# أفضل ممارسة إدارية للتلوث المائي

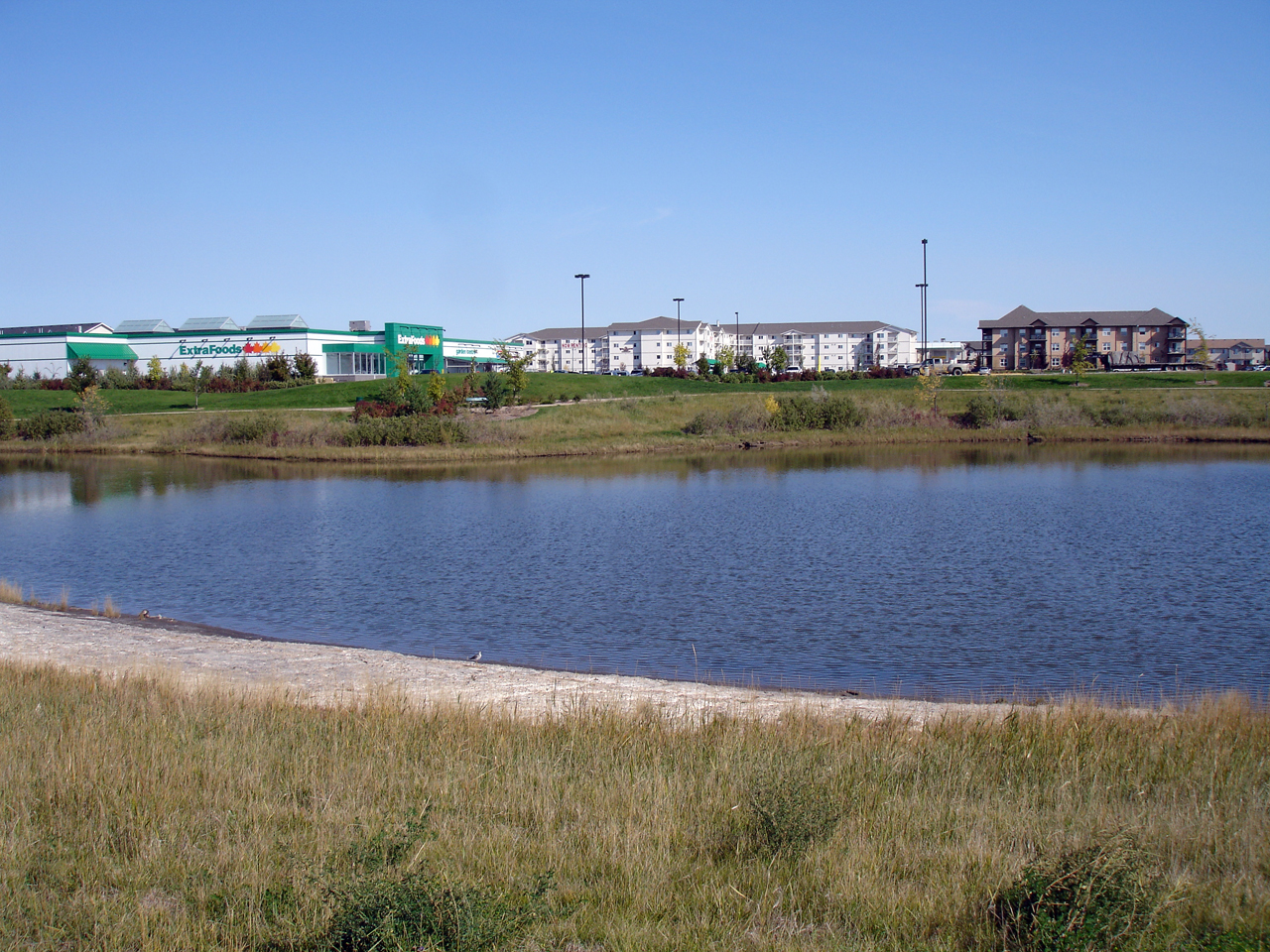
برك الاحتفاظ بالمياه الجريان السطحي (الأمطار).

أفضل الممارسات الإدارية (BMP) وهو مصطلح يُستخدم في الولايات المتحدة وكندا لوصف نوع من أنواع التحكم في تلوث المياه. يشير المصطلح من الناحية التاريخية إلى ضوابط التلوث الإضافية في مجالات التحكم في المخلفات الصناعية السائلة والتحكم في مياه الصرف الصحي البلدية، بينما تشير أفضل ممارسات إدارة مياه الأمطار (الحضرية والريفية) وإدارة المناطق الرطبة، إلى تقنية التحكم أو المعالجة الرئيسية أيضًا.

## المصطلح
استخدم مصمموا ضوابط تلوث المخلفات الصناعية السائلة ومياه الصرف الصحي البلدية ابتداءً من القرن العشرين، أنظمة هندسية (مثل المرشحات وأحواض الترسيب والمفاعلات الحيوية) لتوفير المكونات الأساسية لأنظمة التحكم في التلوث، واستخدموا مصطلح «أفضل ممارسات الإدارة» لوصف الوظائف الداعمة لهذه الأنظمة، مثل تدريب المشغلين وصيانة المعدات.
ظهرت إدارة مياه الأمطار، بمثابة مجال متخصص في الهندسة البيئية في وقت لاحق من القرن العشرين، واستخدم بعض الممارسين مصطلح (بي إم بّي) لوصف أجهزة وأنظمة التحكم الهيكلية أو الهندسية (مثل أحواض الاحتجاز) لمعالجة مياه الأمطار الملوثة، وكذلك الممارسات التشغيلية أو الإجرائية (مثل التقليل من استخدام الأسمدة والمبيدات الكيماوية). يفضل الممارسون الآخرون استخدام مصطلح مقياس التحكم في مياه الأمطار، بسبب التعريفات المتنوعة لمصطلح (بي إم بّي) واستخدامه في ممارسات لا تتعلق بمياه الأمطار.

## إشارة قانون المياه النظيفة الأمريكي إلى BMP
أشار الكونغرس إلى (بي إم بّي) في عدة أقسام من قانون المياه النظيفة الأمريكي (سي دبليو إيه) لكنه لم يحدد تعريفًا للمصطلح.
- استخدم قانون المياه النظيفة الأمريكي لعام 1977 المصطلح في وصف برنامج تخطيط معالجة النفايات على مستوى المنطقة وفي إجراءات التحكم في الملوثات السامة المرتبطة بالتصريفات الناتجة عن المرافق الصناعية.[2] يشير برنامج «القسم 404»، الذي يتضمن رخص الجرف والتعبئة، إلى (بي إم بّي إس) في أحد إعفاءات الإنفاذ.[3]
- تظهر الإشارات إلى ممارسات إدارة مياه الأمطار لأول مرة في تعديل عام 1987 على قانون المياه النظيفة في وصف البرنامج التوضيحي لإدارة المصادر غير النقطية.[4]
- أُضيف مرجع (بي إم بّي) لمياه الأمطار في عام 2001 بتفويض لبرنامج المشروع التجريبي «مستجمعات مياه الطقس الرطب».[5]

## تعريف
أفضل الممارسات الإدارية "BMPs": هو مصطلح يستخدم في الولايات المتحدة وكندا لوصف نمط من أنماط التحكم في التلوث المائي.

### تاريخيا
تاريخياً المصطلح يشير إلى التحكم في التلوث الإضافي في مجالات التحكم في الماء الصناعي المهدور والتحكم في مياه الصرف الصحي، بينما في إدارة مياه السيول (كلاهما الحضرية، والريفية) وإدارة الأراضي الرطبة، قد يشير مصطلح "BMPs" إلى تقنية التحكم أو المعالجة الرئيسية.
في بدايات القرن العشرين قدم المصممون الصناعيون والمصممون في مجال التحكم بتلوث مياه الصرف الصحي المكونات الرئيسية لأنظمة التحكم بالتلوث بالاعتماد على هندسة المنافع (هندسة المرشحات، والتوضيحات، وهندسة الكواشف الحيوية)  واستخدموا مصطلح "BMPs" لوصف الوظيفة الداعمة لهذه الأنظمة مثل عامل التدريب، وصيانة المعدات.
في وقت لاحق من القرن العشرين ظهر مجال إدارة السيول كمجال متخصص في الهندسة البيئية، وأستخدم بعض الممارسين مصطلح "BMPs" لوصف كل من أجهزة التحكم الهندسية والأنظمة البنائية الهندسية (مثل برك الاحتفاظ) لمعالجة مياه السيول الملوثة وأيضاً الممارسات الإجرائية (مثل التقليل من استخدام الأسمدة والمبيدات الكيميائية)، على الصعيد الآخر بعض الممارسين يفضلون استخدام مصطلح
«قياس التحكم في مياه السيول» بسبب التعريفات المتنوعة لمصطلح "BMPs" واستخدامه في المجالات غير المتعلقة بمياه السيول.

## قانون المياه النظيفة بالولايات المتحدة يشير إلى تعديل "BMPs"
أشار الكونغرس إلى "BMPs" في عدة أقسام من قانون المياه النظيفة الأمريكي "CWA" لكنه لم يحدد المصطلح.
في 1977 "CWA" أستخدمت مصطلح "BMPs" لوصف برنامج التخطيط لمعالجة النفايات،  وأيضاً لوصف إجراءات ضبط الملوثات السامة المرتبطة بالصرف الصحي الصناعي.
برنامج القسم 404 الذي يغطي تصريح الجرف والردم يشير إلى مصطلح "BMPs" في أحد إعفاءات التنفيذ.
تظهر الإشارة إلى مصطلح "BMPs" المتعلق بمياه السيول لأول مرة في تعديل عام 1987 على قانون المياه النظيفة الأمريكي "CWA" من خلال وصف برنامج إظهار الإدارة غير محددة المصادر.
تمت إضافة مرجع "BMPs" لمياه السيول في عام 2001 بتفويض لبرنامج المشروع التجريبي للطقس المائي الرطب.

## تعريفات وكالة حماية البيئة الأميركية"EPA"
خلال تنفيذ قانون المياه النظيفة الأمريكي"CWA" قامت وكالة حماية البيئة الأمريكية "EPA" بتعريف "BMPs" في لوائح تصاريح مياه الصرف الصحي الفيدرالية من خلال الإشارة إلى الإجراءات التي تساعد على تحقيق الضوابط الصناعية لمياه الصرف الصحي، وكان منها جداول الأنشطة، حظر الممارسات، إجراءات الصيانة، وممارسات الإدارة الأخرى لمنع تلوث مياه الولايات المتحدة أو الحد منه، وأشتمل مصطلح "BMPs" أيضًا على متطلبات العلاج، إجراءات التشغيل، وإجراءات التحكم في جريان مياه المصانع (التسرب، والرواسب الطينية، أو التخلص من النفايات، أو تصريف المواد الخام).
في وقت لاحق أضافت الوكالة إشارة إلى أن مصطلح "BMPs" يشير إلى إدارة مياه السيول:
«يجب أن يشتمل كل تصريح من النظام الوطني للقضاء على تدفق الملوثات "NPDES " على الشروط التي تفي بالمتطلبات التالية عند الاقتضاء:
1- أفضل الممارسات الإدارية"BMPs"للتحكم في الملوثات أو الحد منها.
2- مرخص به بموجب القسم 402 من قانون المياه النظيفة الأمريكي"CWA" للسيطرة على مياه السيول.
»

## أفضل ممارسة إدارية "BMPs" لمياه الصرف الصناعي
تعتبر "BMPs" لمياه الصرف الصناعي مساعدًا لأنظمة المعالجة الهندسية، وتشتمل نماذج "BMPs" على تدريب المشغلين، ممارسات الصيانة، وإجراءات التحكم في تسرب مواد المعالجة الكيميائية. يوجد أيضًا العديد من "BMPs" المتاحة التي تتعلق  بعمليات صناعية معينة فمثلا:
ممارسات أو إجراءات تخفيض المصدر في صناعات معالجة المعادن (على سبيل المثال استبدال مذيبات أقل سمية أو استخدام منظفات مائية).
في الصناعة الكيميائية يتم تجميع مياه الغسيل للمعدات لإعادة تدويرها أو إعادة إستخدامها في مراحل مختلفة من العملية ذاتها.
في صناعة الورق يتم استخدام مراقبة سير العملية الصناعية  لتحسين عمليات التبييض، وتقليل الكمية الإجمالية المستخدمة للتبييض.

## أفضل ممارسة إدارية "BMPs" لإدارة مياه السيول
أفضل ممارسة إدارية "BMPs" لإدارة مياه السيول هي عبارة عن تدابير تحكم تؤخذ للتخفيف من التغيرات الحاصلة في كمية ونوعية الجريان السطحي الناتج عن تغيير الأراضي في المناطق الحضرية.
يركز "BMPs" بشكل عام على مشاكل جودة المياه التي تسببها الزيادة في الأسطح غير المنيعة خلال تطوير الأراضي.
تم تصميم "BMPs" لتقليل حجم مياه السيول (و/ أو) تقليل ذروة التدفقات (و/ أو)تقليل التلوث غير محدد المصدر من خلال التبخر والتسرب والاحتجاز والترشيح أو الإجراءات البيولوجية والكيميائية.
يمكن لمضخات "BMPs" أيضًا تحسين جودة المياه المستقبلة؛ عن طريق زيادة مدة التدفقات الخارجية مقارنةً بمدة التدفق المعروفة باسم تمديد الهيدروغرافيا، والتي تخفف من مياه السيول التي يتم تصريفها بحجم أكبر من خلال المنبع.

يمكن تصنيف "BMPs" لمياه السيول على أنها «هيكلية أو بنائية» على سبيل المثال الأجهزة التي تم تركيبها أو إنشاؤها في موقع معين مثل:
سياج التحكم في الرواسب، سدود تصفية الصخور، سجلات التحكم في التآكل، والثروة الفائقة، ومصائد الرواسب والعديد من المنتجات الأخرى.
ويمكن تصنيفها أيضا على أنها «غير الهيكلية أو غير البنائية» مثلا:
الإجراءات مثل ممارسات المناظر الطبيعية المعدلة، وجدولة الأنشطة المؤثرة سلباً على التربة، أو إجراءات كنس الشوارع.
هناك مجموعة متنوعة من "BMPs" المتاحة؛ يعتمد الاختيار عادةً على خصائص الموقع والأهداف من إزالة الملوثات.
نشرت وكالة حماية البيئة سلسلة من أوراق تحتوي وقائع "BMP" لمياه السيول لإستخدامها من قبل الحكومات المحلية والبنائين وأصحاب العقارات.
يمكن تصنيف "BMPs" لإدارة مياه السيول إلى أربعة أنواع أساسية:
ممارسات التخزين: البرك، التأهيل، تصميم البنية التحتية الخضراء.
الممارسات النباتية: العوازل، القنوات، الأسطح الخضراء، الأراضي الرطبة، تصميم حدائق الأراضي الرطبة بمياه السيول، هندسة وتصميم حدائق الأراضي الرطبة.
ممارسات الترشيح / التسريب: الترشيح، التسرب، حدائق المطر، تصميم أرصفة ذات مسامات في البنية التحتية المدنية، والتصميم الوظيفي لمياه الأمطار.
تطوير الحساسية للماء: تصميم موقع أفضل،  تصميم موقع مفتوح، تنمية ذات الأثر المنخفض.